# Сахаров, Михаил
Михаил Сахаров (1738—1771) — поручик Суздальского пехотного полка Русской императорской армии, герой сражений под Ореховом и при Климонтове, кавалер ордена Св. Георгия IV степени.

## Биография
Биографические сведения о Михаиле Сахарове чрезвычайно скудны. Известно, что он родился в 1738 году, а служить начал — в 1756.

#### Военная служба
Служил под началом Александра Васильевича Суворова в бытность того командиром Суздальского пехотного полка и пехотной бригады, в которую входил полк в Санкт-Петербургской дивизии. Один из офицеров, проводивших в жизнь суворовское "Суздальское учреждение". Во время боевых действий русский войск против сторонников Барской конфедерации Сахаров выступил под командой Суворова с полком и другими частями из-под Смоленска к Варшаве.

#### Сражение под Ореховом
Участвовал в первой экспедиции Суворова против барских конфедератов, завершившейся победой над Пулавскими при Орехове. В малочисленном отряде Суворова — всего около 320 человек — Сахаров был поставлен начальствовать суздальскими гренадерами, которых несколько раз водил в штыковые атаки против конфедератов. В донесении о бое бригадир Суворов, в частности, писал:
Сахаров с гренадерами бросился в штыки, а карабинеры на палашах с чрезвычайной стремительностью — и все сшиблись.

#### Сражение при Климонтове. Георгиевский кавалер
В 1770—1771 гг. командовал наблюдательным постом в городе Красник Люблинского воеводства.
8 апреля 1770 года отличился в деле при Климонтове у деревни Наводице, где — командуя суздальскими гренадерами, участвовал в разбитии партии конфедератского маршалка Мощинского и захватил 4 орудия:
... но порутчик Сахаров ударил на штыках на их батарею и сорвал оную в миг.
За этот бой Суворов 21 мая 1770 года отдельно представил Сахарова к награждению следующим чином, однако Сахаров был награждён орденом св. Георгия IV-й степени —  за что Суворов особо благодарил поддержавшего представление командира отдельного корпуса в Польше генерал-поручика Веймарна в письме от 13 ноября 1770 года:
За пор. Сахарова тож приношу мое нижайшее благодарение.
По "Спискам Воинскому департаменту" на 1771 год Михаил Сахаров значится под 30 сентября 1770 года кавалером орден св. Георгия IV-го класса.
21 декабря 1770 года упомянут в рапорте секунд-майора Воронежского драгунского полка Ивана Китаева Суворову в числе отличившихся при Зволине: 
При гранодерах и всей пехоте главным был господин порутчик и кавалер Сахаров,

#### Первое сражение при Ланцкороне
Согласно суворовской биографии Петрушевского при первом штурме Ланцкороны командовал второй колонной штурмующих. При штурме был тяжело ранен вместе со своим подчинённым Николаем Суворовым, племянником Александра Васильевича.
Погиб в бою в Малой Польше в 1771 году.